# يوري (لاعب كرة قدم مواليد 1992)
يوري هو لاعب كرة قدم برازيلي في مركز الوسط، ولد في 18 أكتوبر 1992. لعب مع نادي كاشياس دو سول.